# In the Flat Field
In the Flat Field — дебютный студийный альбом английской готик-рок-группы Bauhaus, вышедший на лейбле 4AD Records в октябре 1980 года.

## Об альбоме
После серии из 30 концертов группа принялась за запись своего дебютного альбома. Bauhaus чётко представляли себе звучание In the Flat Field, поэтому не стали приглашать продюсеров. Большая часть альбома была записана летом 1980 года, но группе никак не удавалось исполнить песню «Double Dare» так же хорошо, как они сделали это в передаче Джона Пила на BBC Radio 1. В итоге коллектив обратился к станции с целью получить запись «Double Dare», что удалось им только через месяц, в результате чего выход альбома был перенесён с сентября на октябрь.

## Отзывы
Сразу после выхода In the Flat Field получил в основном негативные отзывы. Энди Гилл из NME описал альбом как «девять бессмысленных стонов» и «запись, заслуживающую всех проклятий». Спустя время, музыкальные критики в основном пересмотрели своё мнение. Например, Нэд Раггетт из Allmusic отметил, что In the Flat Field «сумел сформировать стереотип готической музыкой — убитый вокал, поющий об отчаянии и запустении, в сопровождении таинственной и унылой музыки — демонстрация гениальной силы как группы, так и её работы».

## Список композиций
Слова и музыка всех песен — принадлежит группе Bauhaus, за исключением «Telegram Sam» и «Rosegarden Funeral of Sores», написанных Марком Боланом и Джоном Кейлом соответственно.
| №  | Название            | Длительность |
| -- | ------------------- | ------------ |
| 1. | «Double Dare»       | 4:54         |
| 2. | «In the Flat Field» | 5:00         |
| 3. | «God in an Alcove»  | 4:08         |
| 4. | «Dive»              | 2:13         |
| 5. | «Spy in the Cab»    | 4:31         |
| 6. | «Small Talk Stinks» | 3:35         |
| 7. | «St. Vitus Dance»   | 3:31         |
| 8. | «Stigmata Martyr»   | 3:46         |
| 9. | «Nerves»            | 7:06         |

| №   | Название                                             | Длительность |
| --- | ---------------------------------------------------- | ------------ |
| 1.  | «Dark Entries» (A-Side single version)               | 3:52         |
| 2.  | «Double Dare»                                        | 4:54         |
| 3.  | «In the Flat Field»                                  | 5:00         |
| 4.  | «God in an Alcove»                                   | 4:08         |
| 5.  | «Dive»                                               | 2:13         |
| 6.  | «Spy in the Cab»                                     | 4:31         |
| 7.  | «Small Talk Stinks»                                  | 3:35         |
| 8.  | «St. Vitus Dance»                                    | 3:31         |
| 9.  | «Stigmata Martyr»                                    | 3:46         |
| 10. | «Nerves»                                             | 7:06         |
| 11. | «Telegram Sam» (A-Side single version)               | 2:11         |
| 12. | «Rosegarden Funeral of Sores»                        | 5:34         |
| 13. | «Terror Couple Kill Colonel» (A-Side single version) | 4:21         |
| 14. | «Scopes»                                             | 1:34         |
| 15. | «Untitled»                                           | 1:27         |
| 16. | «God in an Alcove»                                   | 4:09         |
| 17. | «Crowds»                                             | 3:15         |

## Участники записи
- Питер Мёрфи — вокал, гитара
- Дэниел Эш — электрогитара
- Дэвид Джей — бас-гитара
- Кевин Хаскинс — ударная установка